# Tamara Manina
Tamara Iwanowna Manina (ros. Тамара Ивановна Манина, ur. 5 września 1934 w Pietrozawodsku) – radziecka gimnastyczka pochodzenia rosyjskiego, wielokrotna medalistka olimpijska. Po zakończeniu kariery zawodniczej została profesorem kultury fizycznej.

## Kariera sportowa
Zdobyła trzy złote medale na mistrzostwach świata w 1954 w Rzymie: w ćwiczeniach wolnych, w skoku (ex aequo z Ann-Sofi Pettersson ze Szwecji) i w wieloboju drużynowym, a także zajęła 37. miejsce w wieloboju indywidualnym.
Na igrzyskach olimpijskich w 1956 w Melbourne uzyskała następujące rezultaty:
wielobój indywidualnie – 6. miejsce
wielobój drużynowo – złoty medal
ćwiczenia na równoważni – srebrny medal (ex aequo z Evą Bosákovą z Czechosłowacji)
skok przez konia – srebrny medal
ćwiczenia z przyborem drużynowo – brązowy medal (ex aequo z reprezentantkami Polski)
ćwiczenia wolne – 9. miejsce
ćwiczenia na poręczach – 16. miejsce
Zdobyła srebrny medal w skoku i brązowy w ćwiczeniach na równoważni na mistrzostwach Europy w 1957 w Bukareszcie, a w wieloboju zajęła 5. miejsce. Na mistrzostwach świata w 1958 w Moskwie zdobyła złoty medal w wieloboju drużynowym, brązowy w wieloboju indywidualnym i srebrny w skoku (razem ze swymi koleżankami z reprezentacji ZSRR Lidiją Kalininą i Sofją Muratową), a także zajęła 4. miejsce w ćwiczeniach na równoważni i 5. miejsce w ćwiczeniach wolnych i na poręczach. Zdobyła srebrny medal w ćwiczeniach wolnych oraz zajęła 6. miejsce w ćwiczeniach na poręczach i 18. miejsce w wieloboju na mistrzostwach Europy w 1959 w Krakowie.
Kontuzja uniemożliwiła Maninie start na igrzyskach olimpijskich w 1960 w Rzymie. Zdobyła brązowy medal w wieloboju na uniwersjadzie w 1961 w Sofii. Na mistrzostwach świata w 1962 w Pradze zwyciężyła w wieloboju drużynowym, zdobyła brązowy medal w skoku i zajęła 5. miejsce w wieloboju indywidualnym.
Na igrzyskach olimpijskich w 1964 w Tokio uzyskała następujące rezultaty:
wielobój indywidualnie – 14. miejsce
wielobój drużynowo – złoty medal
ćwiczenia na równoważni – srebrny medal
ćwiczenia wolne – 10. miejsce
skok przez konia – 26. miejsce
ćwiczenia na poręczach – 37. miejsce
Zdobyła wiele medali mistrzostw ZSRR: złote w wieloboju w 1956, w ćwiczeniach na równoważni w 1953, 1954 i 1956 oraz w skoku w 1963, srebrne w ćwiczeniach wolnych w 1955 i 1956 oraz w skoku w 1957, 1958 i 1960, a także brązowe w wieloboju w 1961, w ćwiczeniach wolnych w 1957 i 1964 oraz w ćwiczeniach na równoważni w 1958.
Zakończyła karierę w 1964.

## Działalność akademicka
W latach 1966–1969 odbyła aspiranturę na Uniwersytecie Kultury Fizycznej im. Lesgafta w Leningradzie, gdzie uzyskała stopień kandydata nauk w 1969. Wykładała na kilku uczelniach leningradzkich, a od 1975 do 2015 była profesorem i kierownikiem katedry wychowania fizycznego w Akademii Malarsko-Przemysłowej im. Stieglitza. W 1975 była również trenerem żeńskiej reprezentacji Francji w gimnastyce.
Opublikowała około 40 pozycji naukowych, w tym monografie Обучение гимнасток технике опорного прыжка (1986) i Эта многоликая гимнастика (1989).
Od 1971 była sędzią gimnastycznym klasy międzynarodowej.
Odznaczona została Orderem „Znak Honoru” (1957) i tytułem Zasłużonego Mistrza Sportu ZSRR (również w 1957).
W 2021 została uhonorowana miejscem w International Gymnastics Hall of Fame.